# Aerides maculosa
Aerides maculosa Lindl., 1845 è una pianta della famiglia delle Orchidacee endemica dell'India.

## Descrizione
A. maculosa  è un'orchidea di taglia medio-grande, epifita. Lo stelo, a crescita monopodiale è eretto e porta foglie coriacee, bilobate all'apice. La fioritura avviene dalla primavera, fino all'inizio dell'estate, mediante infiorescenze ascellari a racemo, ramificate alla base, orizzontali o arcuate, lunghe fino a 25 centimetri, con molti fiori. Questi sono grandi mediamente quattro centimetri, di consistenza cerosa, gradevolmente profumati, con petali e sepali bianchi, caratteristicamente maculati di rosa e labello trilobato rosa con screziature bianche..

## Distribuzione e habitat
A. maculosa  è una pianta originaria dell'India, dove cresce epifita sugli alberi della foresta tropicale.

## Sinonimi
Saccolabium speciosum Wight, 1851

Aerides schroederi Rchb.f., 1855

Aerides illustris Rchb.f., 1882

Aerides maculosa var. schroederi (Rchb.f.) A.H.Kent in H.J.Veitch, 1891

Gastrochilus speciosus (Wight) Kuntze, 1891

## Coltivazione
Questa specie richiede esposizione a mezz'ombra, temperature elevate durante tutto il corso dell'anno e frequenti irrigazioni e concimazioni nel periodo della fioritura.